# Асоціація фіно-угорських народів РФ
Асоціація фіно-угорських народів РФ (АФУН) — російська федеральна громадська організація, що ставить на меті координацію дій фіно-угорських народів для збереження їхніх мов та культурної спадщини на теренах РФ. Створена у 2002 р. за активного сприяння федеральної влади з метою контролю над національними рухами фіно-угорських народів РФ.  
АФУН РФ була сформована як відповідь на створення естонцями Всесвітнього конгресу фіно-угорських народів (ВКФУ) та його виконавчого органу — Консультативного комітету фіно-угорських народів. Окремі політологи стверджують, що АФУН РФ не створювався на противагу ВКФУ, а виник як ініціатива громадських активістів, проте був захоплений близькими до Кремля силами і очолений чиновниками — членами партії "Єдина Росія". Тривалий час влада РФ ігнорує Всесвітній конгрес фіно-угорських народів, максимально просуваючи АФУН РФ як головного гравця фіно-угорського світу. Протягом 2000-х років влада РФ також намагалась захопити Молодіжну асоціацію фіно-угорських народів. Однак, ця спроба провалилась і в Москві були вимушені створити російський клон цієї структури — Молодіжну асоціацію фіно-угорських народів РФ.  

## Історія
20 лютого 1992 р. на зборах повноважних представників фіно-угорських народів у м. Сиктивкарі була прийнята Декларація про створення міжрегіональної, міжетнічної організації Російської Федерації — Асоціації фіно-угорських народів, організаційне оформлення якої відбулося 15-16 травня 1992 року в м. Іжкар (Іжевськ) на I з'їзді фіно-угорських народів.
На першому засіданні виконкому організації місцем перебування АФУН було визначено м. Іжкар. З 7 жовтня 1994 р. штаб-квартира виконкому перенесена до м. Ханти-Мансійськ, а 2002 р. — до Саранська. 

## Цілі та завдання
Основні цілі організації:
- захист і забезпечення прав фінно-угорських народів Російської Федерації;
- сприяння сталому соціально-економічному та етнокультурному розвитку фіно-угорських народів Російської Федерації.
Основні завдання:
- сприяння реалізації державної політики, спрямованої на сталий розвиток фіно-угорських народів Російської Федерації, збереження і розвиток їхніх мов, звичаїв, традиційної культури та природокористування;
- консолідація громадських сил в ім'я зміцнення конституційних засад демократичної федеративної держави, утвердження принципів громадянського миру та міжнаціональної злагоди;
- поширення ідей громадянського суспільства, підвищення рівня правосвідомості населення, захист прав і свобод людини і громадянина;
- розвиток співробітництва з громадськими та релігійними об'єднаннями, політичними партіями та рухами Російської Федерації для досягнення статутних цілей;
- розробка і надання сприяння в розробці програм, спрямованих на соціально-економічний, етнокультурний розвиток народів Росії, охорону навколишнього середовища, здійснення громадського контролю за ходом реалізації державних програм в суб'єктах Російської Федерації, на території яких проживають фіно-угорські народи;
- розширення співпраці і зміцнення міжнародних культурних і гуманітарних зв'язків з інститутами громадянського суспільства інших країн відповідно до принципів народної дипломатії;
- встановлення і розвиток взаємодії з міжнародними неурядовими організаціями для досягнення статутних цілей.

## Статус
АФУН РФ представлена в складі Ради при Президентові Російської Федерації з питань міжнаціональних відносин. Представники АФУН РФ входять до складу багатьох загальноросійських, регіональних громадських організацій, експертних рад і міжвідомчих комісій.
У 2016 році АФУН РФ отримала спеціальний консультативний статус при Економічній і Соціальній Раді ООН, який гарантує відкриту взаємодію з Радою, Секретаріатом, установами та допоміжними органами даної організації в ряді напрямків з питань сталого розвитку.

## З'їзди
І З'їзд — травень 1992, м. Іжкар
ІІ З'їзд — березень-квітень 1995, м. Кудимкар
ІІІ З'їзд — 13-14 жовтня 2005, м. Москва
IV З'їзд — 24-26 вересня 2009, м. Саранськ
V З'їзд — 26-28 вересня 2013, м. Саранськ
VI З'їзд — 27-29 вересня 2017, м. Сиктивкар

## Керівництво
Петро Тултаєв (2009 — дотепер)

## Діяльність та політична позиція

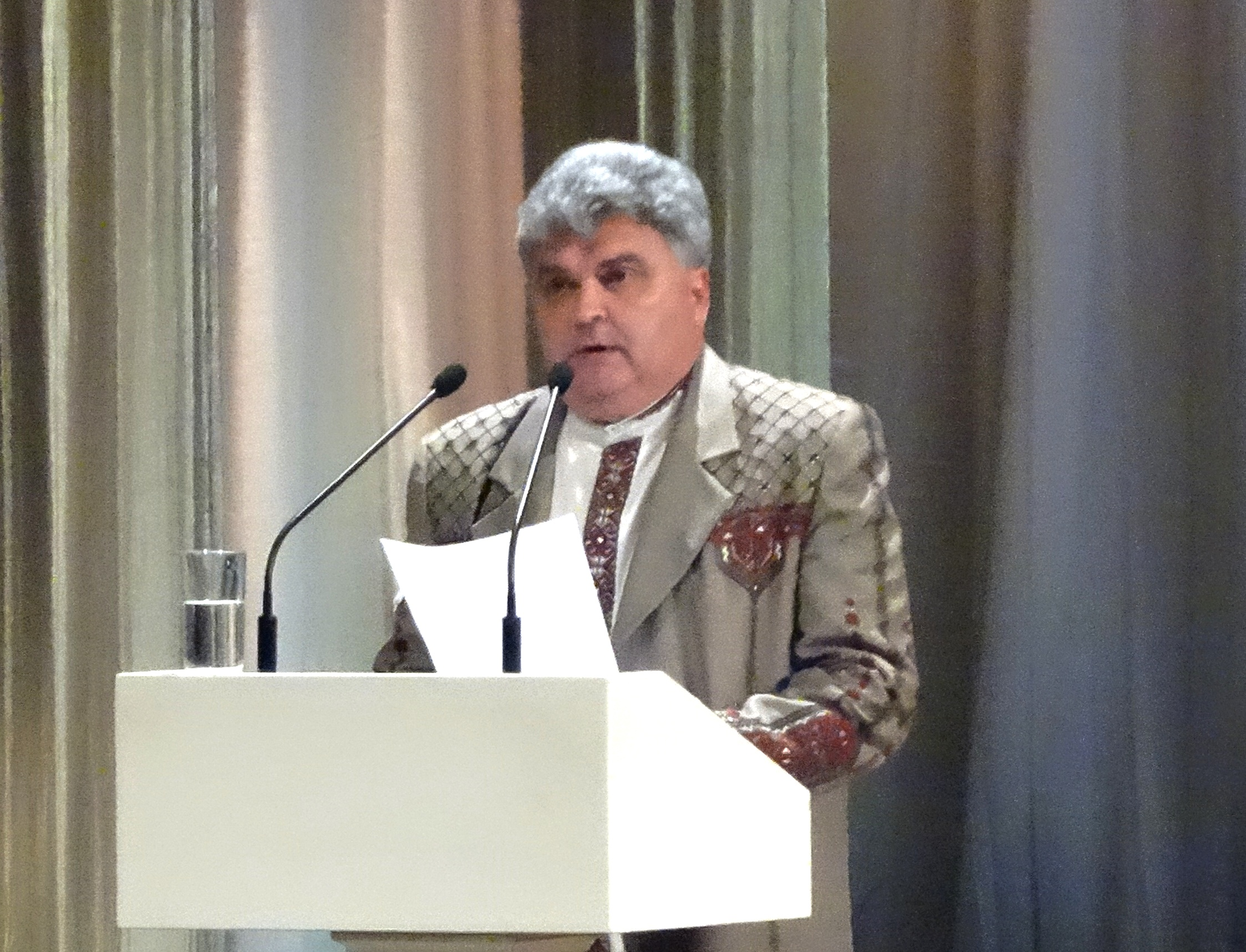
Петро Тултаєв

Діяльність АФУН РФ, здебільшого, зводиться до організації та проведення фестивалів, конкурсів та засідань круглих столів.   Організація загалом, так і окремі члени її правління зокрема, займає надзвичайно лояльну позицію до партії "Єдина Росія" і ніколи не вдається до критики національної політики РФ.
АФУН РФ вважає, що у загальноосвітніх навчальних закладах Марій Ел, Мордовії, Удмуртії, Карелії, Республіки Комі, лише російська мова може викладатися як обов'язкова навчальна дисципліна. Державні мови цих республік (за виключенням Карелії, де карельська мова не має державного статусу) мають викладатися виключно добровільно.
Фактично організація часто використовується Москвою як інструмент міжнародної політики, насамперед для політичного тиску на інші фіно-угорські держави. Наприклад, у 2007 р. АФУН РФ виступала на захист пам'ятника радянському солдатові в Таллінні та вимагала від естонської влади відмовитись від ідеї його перенесення.
Багатолітній керівник АФУН РФ мер Саранська Петро Тултаєв не лише безперебійно підтримує та хвалить національну політику РФ, зокрема й щодо фіно-угорських народів, але й одержує різного роду відзначення та заохочення від федеральної влади. 

## Критика

Ерзянський Інязор і опонент АФУН РФ Сиресь Боляєнь.

АФУН РФ зазнає гострої критики незалежних фіно-угорських організацій та окремих активістів. Асоціацію звинувачують у потуранні інтересам Кремля та підтримці агресивної політики русифікації, що призводить до скорочення чисельності фіно-угорських народів.
Асоціація неодноразово потрапляла у політичні скандали, що пов'язані з вибілюванням чиновників різних рівнів і тиском на незалежних фіно-угорських активістів. Також АФУН РФ піддавали жорсткій критиці за небажання взаємодіяти із незалежними активістами та фіно-угорськими організаціями, що не входять до асоціації.
Керівник АФУН РФ перебуває у відкритій конфронтацій із головним старійшиною (Інязором) ерзянського народу Сиресєм Боляєнь, який у 2019 р. публічно звернувся до Уряду Республіки Мордовія з вимогою відкрити в Саранську ерзянську гімназію. Тултаєв заявив, що «у школах Саранська, особливо в районах з компактним проживанням мордви, національні мови вивчають. У садочках вивчають культуру народів Мордовії і мови». Також Тултаєв запросив нового Інязора в Саранськ та висловив готовність «звозити до конкретного села, в місто, до національного театру, показати йому журнали рідними мовами».
Крім того очільник АФУН РФ (за сумісництвом мер Саранська) протягом тривалого часу ігнорує звернення ерзянських активістів щодо встановлення пам’ятника ерзянському національному герою Інязору Пургазу у м. Саранськ. Така позиція П. Тултаєва призвела до того, що громадський рух «Вільний Ідель-Урал» звернувся до Верховного Комісара ОБСЄ у справах національних меншин допомогти ерзянам встановити пам’ятник своєму національному герою.